# ویلهو وایسالا
ویلهو وایسالا (تلفظ فنلاندی: [ˌʋæi̯sælæ ˈʋilho̞]، 28 سپتامبر 1889 – 12 اوت 1969) یک هواشناس و فیزیکدان فنلاندی و بنیانگذار مؤسسه  وایساله بود.
پس از فارغ‌التحصیلی در ریاضیات در سال ۱۹۱۲، ویلهو وایسالا برای مؤسسه هواشناسی فنلاند در اندازه‌گیری های هواشناسی کار کرد، و متخصص در تحقیق در مورد تروپوسفر فوقانی بود. در آن زمان اندازه‌گیری‌ها با اتصال ترموگرافی به یک بادبادک انجام شد.
در سال ۱۹۱۷ او پایان‌نامه خود در ریاضیات را منتشر کرد Ensimmäisen lajin elliptisen integralin käänteisfunktion yksikäsitteisyys (تک ارزش تابع معکوس انتگرال بیضوی از نوع اول). پایان‌نامه او اولین و هنوز تنها پایان‌نامه دکترای ریاضی نوشته شده در زبان فنلاندی است.
وایسالا در توسعه رادیوسوند، یک دستگاه متصل به یک بالون و راه اندازی برای اندازه‌گیری هوا در فضای بالاتر شرکت کرد. در سال ۱۹۳۶ او شرکت خود را با تولید رادیوسوند راه اندازی کرد و بعد به تولید سایر ابزارهای هواشناسی پرداخت.
در سال ۱۹۴۸، در دانشگاه هلسینکی وایسالا به عنوان پروفسور هواشناسی برگزیده شد.
دو برادر ویلهو وایسالا، به نامهای Kalle Väisälä و Yrjö Väisälä نیز موفقیت حرفه ای در علوم داشتند.

ویلهو وایسالا زبان اسپرانتو می‌دانست، و نقش فعالی در جنبش اسپرانتو ایفا کرد. در کنگره جهانی اسپرانتو سال ۱۹۶۹ که در مدت کوتاهی قبل از مرگش در هلسینکی برگزار شد، او به عنوان رؤسور مؤسسه بین‌المللی کنگره بین‌المللی ("دانشگاه بین‌المللی کنگره") خدمت می‌کرد و سخنرانی‌های تخصصی در اسپرانتو را با همکاری مختلف دانشگاهیان به کنگره ارائه کرد. 

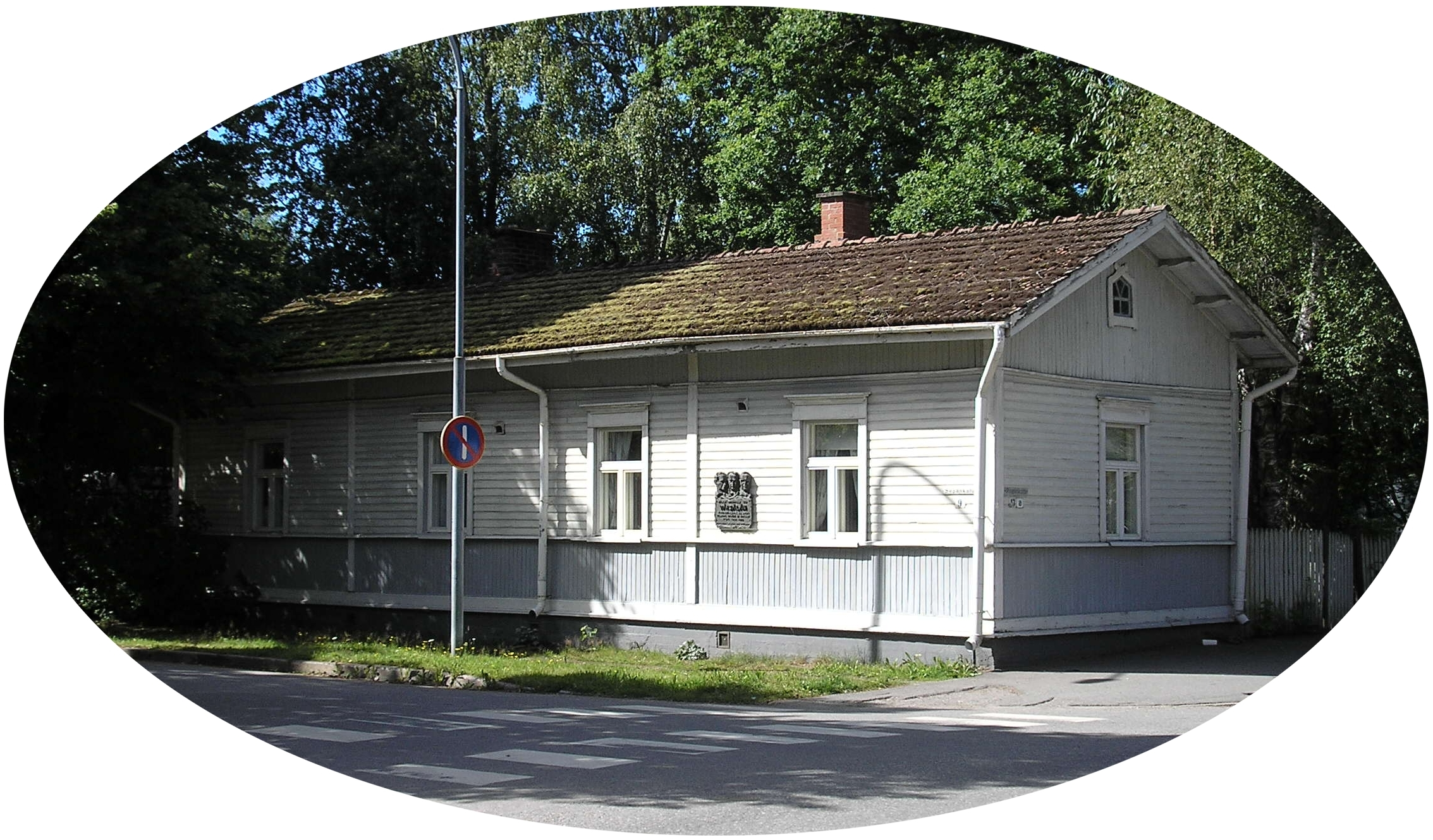
یک خانه چوبی در اوایل قرن بیستم در Joensuu در گوشه ای از خیابان‌های Sepänkatu و Papinkatu. این ساختمان در سال 1904 – ۱۹ خانه برادران Väisälä بود.
پلاک یادبود متصل به ساختمان در سال ۱۹۷۶ است. متن در ادامه می‌نویسد: "در این محل، برادران دانشمند Väisälä، Vilho, Yrjö و Kalle، خانه در سال 1904 – ۱۹۱۹ بود. لیسانس Joensuu لیسانس سابق دانشجویان."